# British Waterways
La British Waterways (di solito abbreviata in BW) fu un'azienda governativa inglese. Regolava i trasporti sui canali e fiumi in tutto il territorio del Regno Unito.

## Storia
La British Waterways nacque a seguito del Transport Act 1962 e prese il controllo di tutti i canali e fiumi inglesi precedentemente controllati dalla British Transport Commission.
Negli anni '80 il numero dei canali crebbe e divenne di 20.000 canali e vari volontari salvaguardavano la salute dei canali e dei fiumi. Questo fatto non fu acclamato dalla English Heritage, che accusò la British Waterways di non insegnare ai volontari come svolgere i compiti di salvaguardia.
Comunque, negli anni '80 e '00 la British Waterways raggiunse il bilancio di più di 100 mila sterline.
Nel 2012 la British Waterways divenne l'agenzia non a scopo di lucro Canal & River Trust in Inghilterra e Galles e divenne la Scottish Canal in Scozia.

## Divisioni
La sede principale della British Waterways si trovava a Watford. I canali erano gestiti a livello regionale. Qui elenchiamo le varie suddivisioni:
- Scotland (Highlands)
- Scotland (Lowlands)
- North West Waterways
- North East Waterways
- Manchester and Pennine Waterways
- North Wales and Borders Waterways
- West Midlands Waterways
- Central Shires Waterways
- East Midlands Waterways
- South Wales and Severn Waterways
- South East Waterways
- Kennet and Avon Waterways
- London Waterways